# Koroptev polní

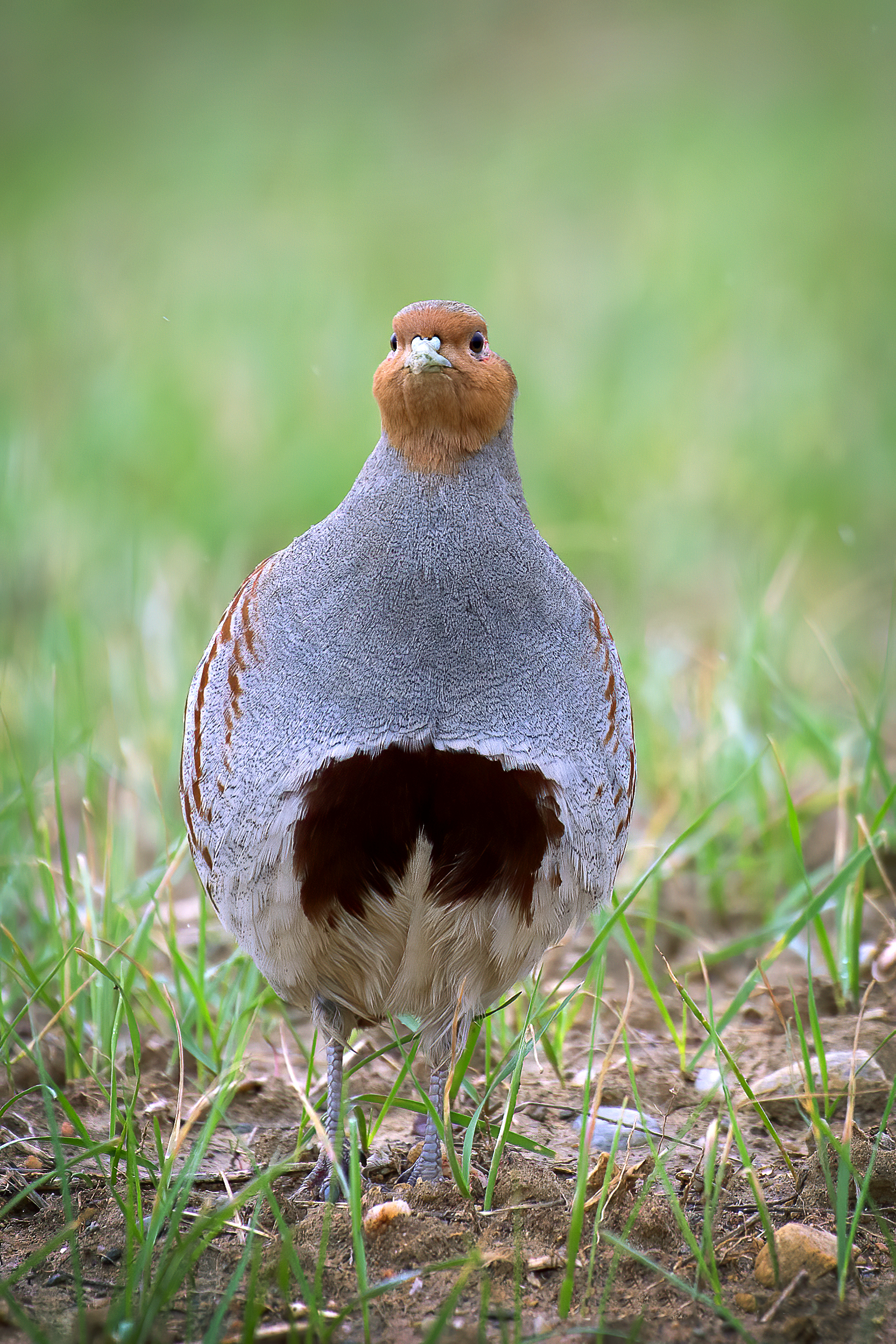
Koroptev při pohledu zepředu s výraznou podkovitou skvrnou na břiše

Koroptev polní (Perdix perdix) je malý druh hrabavého ptáka z čeledi bažantovitých (Phasianidae).

## Taxonomie
Rozlišuje se celkem 8 poddruhů:
- Koroptev polní holandská (P. p. sphagnetorum) – severovýchodní Nizozemí a severozápadní Německo
- Koroptev polní francouzská (P. p. armoricana) – Francie
- Koroptev polní pyrenejská (P. p. hispaniensis) – sever Pyrenejského poloostrova
- Koroptev polní italská (P. p. italica) – Apeninský poloostrov
- Koroptev polní ruská (P. p. lucida) – východní Evropa po Ural a severní Kavkaz
- Koroptev polní evropská (P. p. perdix) – zbytek areálu v Evropě včetně Velké Británie a Irska
- Koroptev polní západosibiřská (P. p. robusta) – Ural východně přes Kazachstán po severozápadní Sibiř a Kavkaz
- Koroptev polní maloasijská (P. p. canescens) – Turecko, Kavkaz, severozápadní Írán

## Popis
- Délka těla: 28–32 cm
- Rozpětí křídel: 45–48 cm
- Hmotnost: 350–450 g

O něco větší než holub, zavalitá, s krátkým ocasem a nohama. Tváře a hrdlo jsou oranžovohnědé, hruď jemně vlnkovaně popelavě šedá, břicho bělavé s nápadnou podkovovitou černavě hnědavou skvrnou. Pohlaví jsou podobná, samec se liší sytějším zbarvením s výraznější kresbou a větší skvrnou na břiše. Mladý pták je celý žlutohnědý a šedohnědý bez skvrny na břiše.

### Hlas
Při vzlétnutí vydává ostré „prri prri prri“ nebo „rik rik rik“. Obě pohlaví se často za soumraku a v noci ozývají také drsným, několikrát opakovaným „kierrik“.

## Rozšíření
Má evropsko-turkestánský typ rozšíření, s izolovanými populacemi na jihu Evropy a v Malé Asii. Úspěšně introdukována byla také do Severní Ameriky. Stálý pták.

### Výskyt v Česku
V České republice hnízdí na většině území, nejpočetněji v nížinách a teplejších pahorkatinách, ale místy i vysoko v horách. V průběhu 20. století došlo na našem území k rapidnímu snížení početnosti. Zatímco ještě v roce 1935 se kmenové stavy v tehdejším Československu odhadovaly na 6 milionů kusů, roku 1965 byly jarní kmenové stavy odhadnuty na pouhých 772 824 kusů. Příčinami jsou zejména změny v zemědělském hospodaření, zahrnující scelování pozemků, mechanizaci a chemizaci (hlavně používání pesticidů). V posledních desetiletích se stavy opět pomalu navyšují; v letech 1985–89 byla celková početnost odhadována na 9–18 tisíc párů, v období let 2001–03 na 11–22 tisíc párů.

## Prostředí
Vyhledává otevřenou zemědělskou krajinu s remízky a jinými úkryty, hlavně na nebo v blízkosti obdělávaných polích.

## Hnízdění

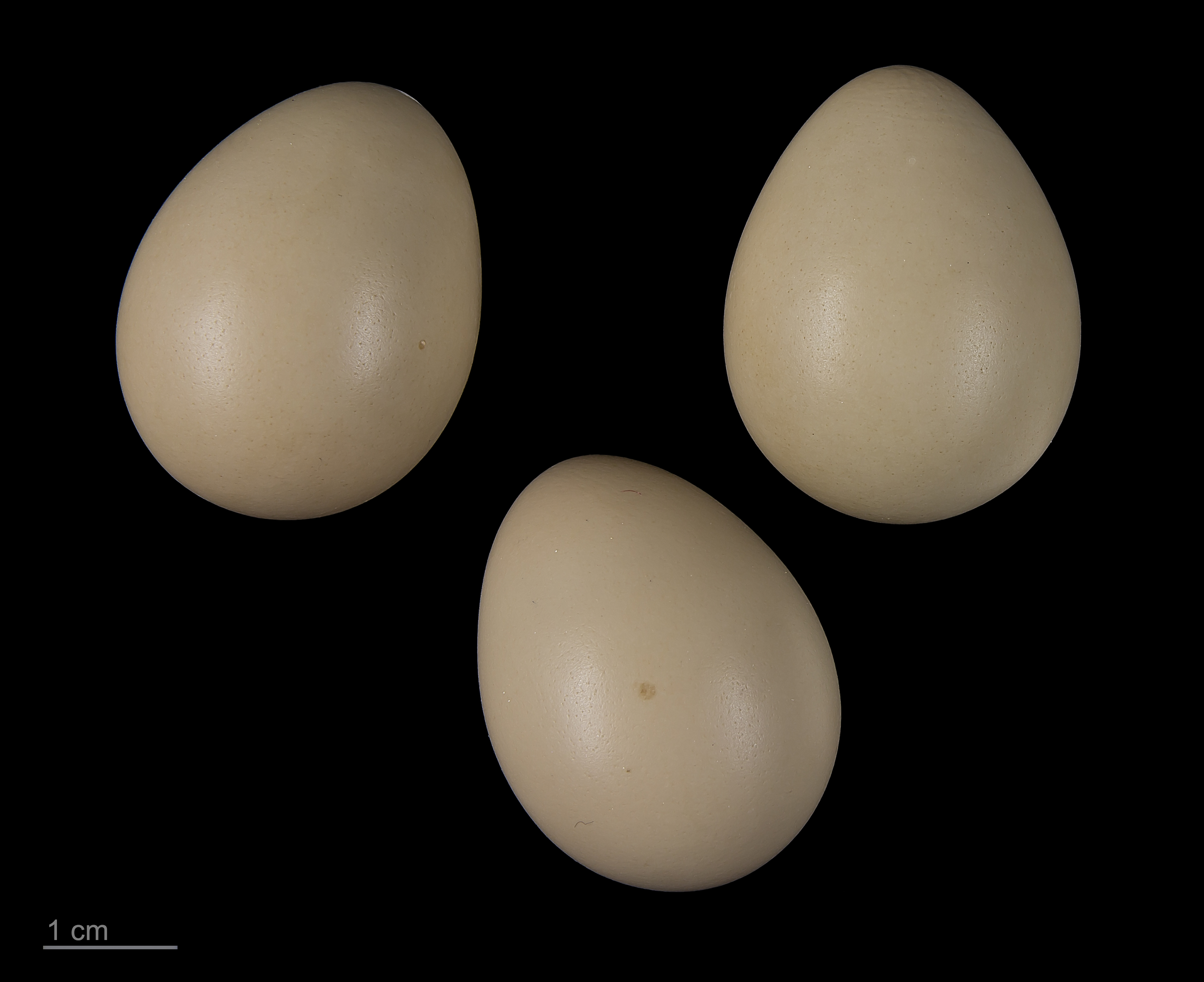
Vejce koroptve polní

Hnízdí monogamně. Páry se za příznivého počasí začínají tvořit již v únoru, jinak až v průběhu března. Hnízdo je mělká jamka v zemi, většinou na okraji porostu, vystlaná suchými stébly trav. Hnízdí jednou ročně od dubna do července. Samice snáší v jednodenních intervalech 12–20 žlutohnědých, žlutoolivových, žlutozelených nebo šedozelených neposkvrněných vajec o rozměrech 34,99 × 26,46 mm. Inkubace může probíhat od prvního dne až několik málo dnů po snesení posledního vejce a trvá 23–25 dnů, sedí pouze samice, zatímco samec hlídá v blízkosti hnízda. Mláďata se líhnou během 2–3 hodin a již po zhruba 2 hodinách opouštějí hnízdo. Zpočátku jsou značně choulostivá a v případě chladného nebo deštivého počasí často hynou. Vodí je oba rodiče. Vzletnosti dosahují ve stáří 16 dnů. Ztráty během hnízdění jsou vysoké; ze 76 hnízd bylo neúspěšných 67 (88,15 %), nejčastěji z důvodu predace (35 hnízd, 46,06 %; hlavně vránou, ježkem, psem, kočkou a lasicovitými) nebo zničení člověkem (7 vysečením, 4 úmyslně a 7 neúmyslně). 14 hnízd (18,42 %) bylo opouštěno z neznámých příčin. Pohlavní dospělosti dosahují v prvním roce života. Nejvyšší známý věk ve volné přírodě je 5 let a 2 měsíce.

## Potrava
Převážně rostlinná, na jaře a v létě s doplňkem živočišné složky. Rostlinnou potravu tvoří semena, zrna obilovin a vegetační části rostlin, živočišnou téměř výhradně hmyz, nejvíce mravenci a jejich kukly, nosatci a sarančata. Potrava mláďat je první 3 týdny z 90 % tvořena živočišnou potravou, jejíž podíl postupně klesá ve prospěch rostlinné potravy až k 10–15 % v osmém týdnu života.

## Význam a ochrana
V ČR byla koroptev polní zhruba od roku 1895 až do let 1945–55 hlavním lovným ptákem. V roce 1905 bylo např. jen v samotných Čechách uloveno 1 500 000 kusů, v období 1924–29 v celém Československu ročně průměrně 674 000 kusů a celkové stavy koroptví v Čechách a na Moravě dosahovaly asi 6 milionů jedinců. Od 60. let začalo koroptví v celé Evropě prudce ubývat z důvodů změn v zemědělství, zvláště kvůli chemizaci a rozorávání mezí. Po poklesu stavů se od počátku 80. let nestřílela vůbec, v současnosti je uvedena mezi zvěří, u které mohou vzniknout ojedinělé případy, kdy bude z různých důvodů nezbytné provést odstřel. Dle vyhlášky č. 395/1992 Sb. je zvláště chráněna jako ohrožený druh.
Dle § 5 odst. 3 tohoto zákona by se měli zemědělci vyhýbat místům, kde se koroptve nachází a posekat je až později (citace: „Fyzické a právnické osoby jsou povinny při provádění zemědělských, lesnických a stavebních prací, při vodohospodářských úpravách, v dopravě a energetice postupovat tak, aby nedocházelo k nadměrnému úhynu rostlin a zraňování nebo úhynu živočichů nebo ničení jejich biotopů, kterému lze zabránit technicky i ekonomicky dostupnými prostředky. Orgán ochrany přírody uloží zajištění či použití takovýchto prostředků, neučiní-li tak povinná osoba sama.“).
Z Rozhodnutí MŽP Č. j.: MZP/2019/570/621 lze citovat, že „plochy, které jsou biotopem zvláště chráněných druhů v kategorii silně ohrožené a kriticky ohrožené, musí být obdělávány tak, aby nebyly v rozporu se zákazy k jejich ochraně, jinak jen pokud by byla povolena výjimka; vyloučení zvláštní ochrany pro běžné obhospodařování podle § 50 odst. 3 zákona č. 114/1992 Sb., kdy stačí stanovisko ke způsobu a době zásahu, se týká pouze zvláště chráněných druhů v kategorii ohrožený“. Případně je třeba žádat o výjimku dle § 56 zákona č. 114/1992 Sb.

## Ocenění
- Česká společnost ornitologická – Pták roku 1998